# Sir Graeme Douglas International 2023
Das Sir Graeme Douglas International 2023 war eine Leichtathletik-Veranstaltung, die am 16. März in der neuseeländischen Stadt Auckland stattfand. Sie war Teil der World Athletics Continental Tour auf der Stufe der Bronze-Meetings.

## Resultate

### Männer

#### 100 m
| Platz | Athlet        | Land | Zeit (s) |
| ----- | ------------- | ---- | -------- |
| 1     | Jake Doran    | AUS  | 10,20    |
| 2     | Taju Hongo    | JPN  | 10,36    |
| 3     | Jake Penny    | AUS  | 10,36    |
| 4     | Calab Law     | AUS  | 10,39    |
| 5     | Jacob Despard | AUS  | 10,41    |
| 6     | Hamish Gill   | NZL  | 10,41    |
| 7     | Connor Bond   | AUS  | 10,53    |
| 8     | Josh Hawkins  | NZL  | 10,60    |

Wind: +0,1 m/s

#### 400 m
| Platz | Athlet           | Land | Zeit (s) |
| ----- | ---------------- | ---- | -------- |
| 1     | Tommy Te Puni    | NZL  | 47,63    |
| 2     | Lex Revell-Lewis | NZL  | 47,82    |
| 3     | James Ford       | NZL  | 44,96    |
| 4     | Fergus McLeay    | NZL  | 48,30    |
| 5     | John Gerber      | NZL  | 48,35    |
| 6     | Troy Middleton   | NZL  | 48,52    |
| 7     | Josh Ledger      | NZL  | 49,21    |

#### 1500 m
| Platz         | Athlet           | Land | Zeit (min) |
| ------------- | ---------------- | ---- | ---------- |
| 1             | Ryōji Tatezawa   | JPN  | 3:42,74    |
| 2             | Russell Green    | NZL  | 3:46,54    |
| 3             | Hinata Maeda     | JPN  | 3:48,10    |
| 4             | Rikuto Ijima     | JPN  | 3:48,29    |
| 5             | Jack Paine       | NZL  | 3:50,13    |
| 6             | Yasunari Kusu    | JPN  | 3:53,28    |
| 7             | Max Karamanolis  | NZL  | 3:54,60    |
| 8             | William Johnston | NZL  | 3:54,65    |
| 9             | David Lee        | NZL  | 3:54,84    |
| 10            | Darian Sorouri   | USA  | 3:55,66    |
| 11            | Ronan Codyre     | NZL  | 3:57,29    |
| 12            | Sota Takashima   | JPN  | 4:06,48    |
|               | Michael Dawson   | NZL  | DNF        |
| Masato Yokota | JPN              | DNF  |            |

#### 5000 m
| Platz         | Athlet            | Land | Zeit (min) |
| ------------- | ----------------- | ---- | ---------- |
| 1             | Julian Oakley     | NZL  | 13:58,51   |
| 2             | Matthew Taylor    | NZL  | 14:02,70   |
| 3             | Christian de Vaal | NZL  | 14:03,07   |
| 4             | Connor Melton     | NZL  | 14:04,86   |
| 5             | William Little    | NZL  | 14:06,73   |
| 6             | Jacob Priddey     | NZL  | 14:28,22   |
| 7             | Ronan Lee         | NZL  | 14:43,48   |
| 8             | Matthew Hill      | NZL  | 14:51,40   |
| 9             | Sam Idiens        | NZL  | 15:15,82   |
|               | David Lee         | NZL  | DNF        |
| Russell Green | NZL               | DNF  |            |
| Cameron Avery | NZL               | DNF  |            |

#### 400 m Hürden
| Platz | Athlet             | Land | Zeit (s) |
| ----- | ------------------ | ---- | -------- |
| 1     | Takayuki Kishimoto | JPN  | 51,77    |
| 2     | Chris Douglas      | AUS  | 52,66    |
| 3     | Flynn Johnston     | NZL  | 57,74    |
| 4     | Tom Moloney        | NZL  | 58,84    |
| 5     | Nathan Browne      | NZL  | 60,47    |

#### Stabhochsprung
| Platz          | Athlet             | Land | Höhe (m) |
| -------------- | ------------------ | ---- | -------- |
| 1              | Nicholas Southgate | NZL  | 5,22     |
| 2              | James Steyn        | NZL  | 5,02     |
| 3              | Ettiene du Preez   | NZL  | 4,72     |
| 4              | Ruben Vogel        | NZL  | 4,32     |
| 5              | Max Attwell        | NZL  | 4,32     |
|                | Dalton Di Medio    | NZL  | NMH      |
| Nathan Filipek | CAN                | NMH  |          |

#### Weitsprung
| Platz | Athletin       | Land | Weite (m) |
| ----- | -------------- | ---- | --------- |
| 1     | Liam Adcock    | AUS  | 8,18 w    |
| 2     | Shay Veitch    | NZL  | 7,99      |
| 3     | William Freyer | AUS  | 7,80 w    |
| 4     | Lewis Arthur   | NZL  | 7,35 w    |
| 5     | Felix McDonald | NZL  | 7,32 w    |
| 6     | Max Attwell    | NZL  | 7,10 w    |
| 7     | Aaron Booth    | NZL  | 6,67 w    |
| 8     | Stephen Thorpe | NZL  | 6,60 w    |
| 9     | Abhi Parmar    | NZL  | 6,44 w    |

#### Kugelstoßen
| Platz | Athlet           | Land | Weite (m)   |
| ----- | ---------------- | ---- | ----------- |
| 1     | Jacko Gill       | NZL  | 22,12 WL PB |
| 2     | Tomas Walsh      | NZL  | 21,79       |
| 3     | Nick Palmer      | NZL  | 18,43       |
| 4     | Aiden Harvey     | AUS  | 17,97       |
| 5     | Liam Ngchok-Wulf | NZL  | 16,44       |
| 6     | Blessing Sefo    | NZL  | 15,59       |

#### Speerwurf
| Platz | Athlet            | Land | Weite (m) |
| ----- | ----------------- | ---- | --------- |
| 1     | Capers Williamson | USA  | 67,78     |
| 2     | Douw Botes        | NZL  | 61,98     |
| 3     | Nathan Buckley    | NZL  | 54,17     |
| 4     | Aaron Booth       | NZL  | 51,66     |
| 5     | Bradley Bidois    | NZL  | 50,59     |
| 6     | Max Attwell       | NZL  | 44,06     |

### Frauen

#### 100 m
| Platz | Athletin          | Land | Zeit (s) |
| ----- | ----------------- | ---- | -------- |
| 1     | Zoe Hobbs         | NZL  | 11,02    |
| 2     | Bree Masters      | AUS  | 11,23    |
| 3     | Ella Connolly     | AUS  | 11,35    |
| 4     | Brooke Somerfield | NZL  | 11,64    |
| 5     | Ebony Lane        | AUS  | 11,68    |
| 6     | Anna Percy        | NZL  | 11,92    |
|       | Kristie Edwards   | AUS  | DSQ      |

Wind: +1,3 m/s

#### 400 m
| Platz | Athletin          | Land | Zeit (s) |
| ----- | ----------------- | ---- | -------- |
| 1     | Rosie Elliott     | NZL  | 53,22    |
| 2     | Jessie Andrew     | AUS  | 55,07    |
| 3     | Stella Pearless   | NZL  | 55,53    |
| 4     | Jennie Hauke      | NZL  | 55,71    |
| 5     | Amelie Fairclough | NZL  | 55,92    |
| 6     | Chantal MacDonald | NZL  | 58,00    |
| 7     | Kate Borton       | NZL  | 58,31    |

#### 1500 m
| Platz | Athletin           | Land | Zeit (min) |
| ----- | ------------------ | ---- | ---------- |
| 1     | Nozomi Tanaka      | JPN  | 4:14,46    |
| 2     | Rebecca Mehra      | USA  | 4:14,75    |
| 3     | Laura Nagel        | NZL  | 4:15,57    |
| 4     | Madeline Strandemo | USA  | 4:18,09    |
| 5     | Mizuki Michishita  | JPN  | 4:23,19    |
| 6     | Tillie Hollyer     | NZL  | 4:23,39    |
| 7     | Holly Manning      | NZL  | 4:25,16    |
| 8     | Brigid Dennehy     | NZL  | 4:26,34    |
| 9     | Anneke Grogan      | NZL  | 4:31,18    |
| 10    | Rina Nabeshima     | JPN  | 4:32,04    |
|       | Zara Ford          | NZL  | DNF        |

#### 5000 m
| Platz | Athletin       | Land | Zeit (min) |
| ----- | -------------- | ---- | ---------- |
| 1     | Camille French | NZL  | 16:14,35   |
| 2     | Anneke Grogan  | NZL  | 16:56,73   |
| 3     | Jess Wright    | NZL  | 17:34,10   |
| 4     | Clara Lachurie | NZL  | 17:45,95   |
| 5     | Stella Hammond | NZL  | 18:17,93   |
| 6     | Jasmine Finney | NZL  | 18:19,40   |
| 7     | Sophie Robb    | NZL  | 19:08,20   |
|       | Laura Nagel    | NZL  | DNF        |

#### 400 m Hürden
| Platz | Athletin          | Land | Zeit (s) |
| ----- | ----------------- | ---- | -------- |
| 1     | Loan Ville        | FRA  | 59,48    |
| 2     | Portia Bing       | NZL  | 59,63    |
| 3     | Grace Wisnewski   | NZL  | 61,40    |
| 4     | Sophie Hancock    | NZL  | 62,04    |
| 5     | Maddie Kelso-Heap | NZL  | 63,47    |
| 6     | Georgia Whiteman  | NZL  | 73,04    |

#### Stabhochsprung
| Platz          | Athletin         | Land | Höhe (m) |
| -------------- | ---------------- | ---- | -------- |
| 1              | Eliza McCartney  | NZL  | 4,46     |
| 2              | Eliza Meekings   | NZL  | 3,41     |
| 3              | Hannah Adye      | NZL  | 3,41     |
|                | Olivia McTaggart | NZL  | NMH      |
| Grace Bath     | AUS              | NMH  |          |
| Imogen Ayris   | NZL              | NMH  |          |
| Emily Blackner | CAN              | NMH  |          |

#### Weitsprung
| Platz | Athletin            | Land | Weite (m) |
| ----- | ------------------- | ---- | --------- |
| 1     | Annie McGuire       | AUS  | 6,40 w    |
| 2     | Tay-Leiha Clark     | AUS  | 6,06 w    |
| 3     | Mariah Ririnui      | NZL  | 5,96 w    |
| 4     | Anna Grimaldi (T47) | NZL  | 5,87      |
| 5     | Tomysha Clark       | AUS  | 5,84 w    |
| 6     | Charlotte Goldsmith | NZL  | 5,60      |

#### Kugelstoßen
| Platz | Athletin              | Land | Weite (m) |
| ----- | --------------------- | ---- | --------- |
| 1     | Maddison-Lee Wesche   | NZL  | 19,11     |
| 2     | Atamaama Tuutafaiva   | TON  | 15,99     |
| 3     | Natalia Rankin-Chitar | NZL  | 15,08     |
| 4     | Nadja Kumerich        | NZL  | 12,65     |
| 5     | Kate Hallie           | NZL  | 12,39     |
| 6     | Suzie Kennelly        | NZL  | 12,38     |
| 7     | Briana Stephenson     | NZL  | 10,84     |

#### Speerwurf
| Platz | Athlet            | Land | Weite (m) |
| ----- | ----------------- | ---- | --------- |
| 1     | Jess Bell         | AUS  | 49,54     |
| 2     | Abbey Moody       | NZL  | 41,37     |
| 3     | Alice Taylor      | NZL  | 37,36     |
| 4     | Briana Stephenson | NZL  | 29,05     |